# Перес, Шимон
Шимо́н Пе́рес (ивр. שמעון פרסо файле‎; урожд. Ши́мон Пе́рский (идиш שמעון פערסקי‎, пол. Szymon Perski, бел. Шымон Перскі); 2 августа 1923, Вишнево, Воложинский повет, Новогрудское воеводство, Польша (ныне Минская область, Беларусь) — 28 сентября 2016, Рамат-Ган, Израиль) — израильский политический и государственный деятель, публицист. Девятый президент Государства Израиль (2007—2014), дважды премьер-министр Израиля (1984—1986, 1995—1996). Его политическая карьера длилась более 70 лет. Лауреат Нобелевской премии мира 1994 года.
Многолетний депутат кнессета, избиравшийся непрерывно с 1959 по 2007 год (начиная с 4-го созыва и до 17-го созыва кнессета) от партий Мапай, РАФИ, Авода и Кадима. Дважды избирался премьер-министром Израиля, хотя партия под его руководством ни разу не побеждала на выборах. Один из создателей партии Авода и её многолетний лидер (1977—1992, 1995—1997, 2001, 2003—2005).
Занимал министерские должности в 12-ти кабинетах министров Израиля: дважды был министром обороны Израиля (1974—1977 и 1995—1996), три раза министром иностранных дел Израиля (1986—1988, 1992—1995 и 2001—2002), министр внутренних дел Израиля (1984), министр финансов Израиля (1988—1990), министр связи Израиля (1970—1974), министр транспорта Израиля (1970—1974), министр абсорбции Израиля (1969—1970), министр развития Негева и Галилеи (2005—2007), министр регионального развития Израиля (1999—2001), министр по делам религий Израиля (1984), министр информации и диаспоры Израиля (1974).
Отец израильской атомной бомбы. Автор 11 книг и большого количества публикаций и политических статей, рассказывающих об истории арабо-израильского конфликта.
С 1 января 2013 года, после отставки с поста генерал-губернатора Сент-Китс и Невиса — Катберта Себастьяна и до 24 июля 2014 года, то есть до конца президентского срока, являлся самым пожилым действующим главой государства на планете.

## Молодость
Шимон Перский родился 2 августа 1923 года в местечке Вишнев (пол. Wiszniew) Воложинского повета Новогрудского воеводства Польши (ныне деревня Вишнево Воложинского района Минской области Беларуси). Его отец, Гецл (Ицхак) Перский (1896—1962), был скупщиком пиломатериалов, которые потом менял на другие товары. Мать Сара Перская (урождённая Мельцер, 1905—1969) была библиотекарем и учительницей русского языка. Отец актрисы Лорен Бэколл (Lauren Bacall, настоящее имя Бэтти Джоан Перская — Betty Joan Perske) был родственником Шимона Переса. Семья говорила дома на идише и русском, вдобавок Шимон изучал польский в школе. Дед Переса по материнской линии, раввин Гирш Мельцер, потомок раввина Хаима из Воложина, оказал большое влияние на его жизнь. В одном из интервью Перес сказал:

Он был для меня кладезем мудрости. Именно он познакомил меня с Торой и историей еврейского народа. По мере того как я рос, я вместе с дедом изучал Талмуд. Он умел играть на скрипке и читал мне по-русски Достоевского и Толстого.

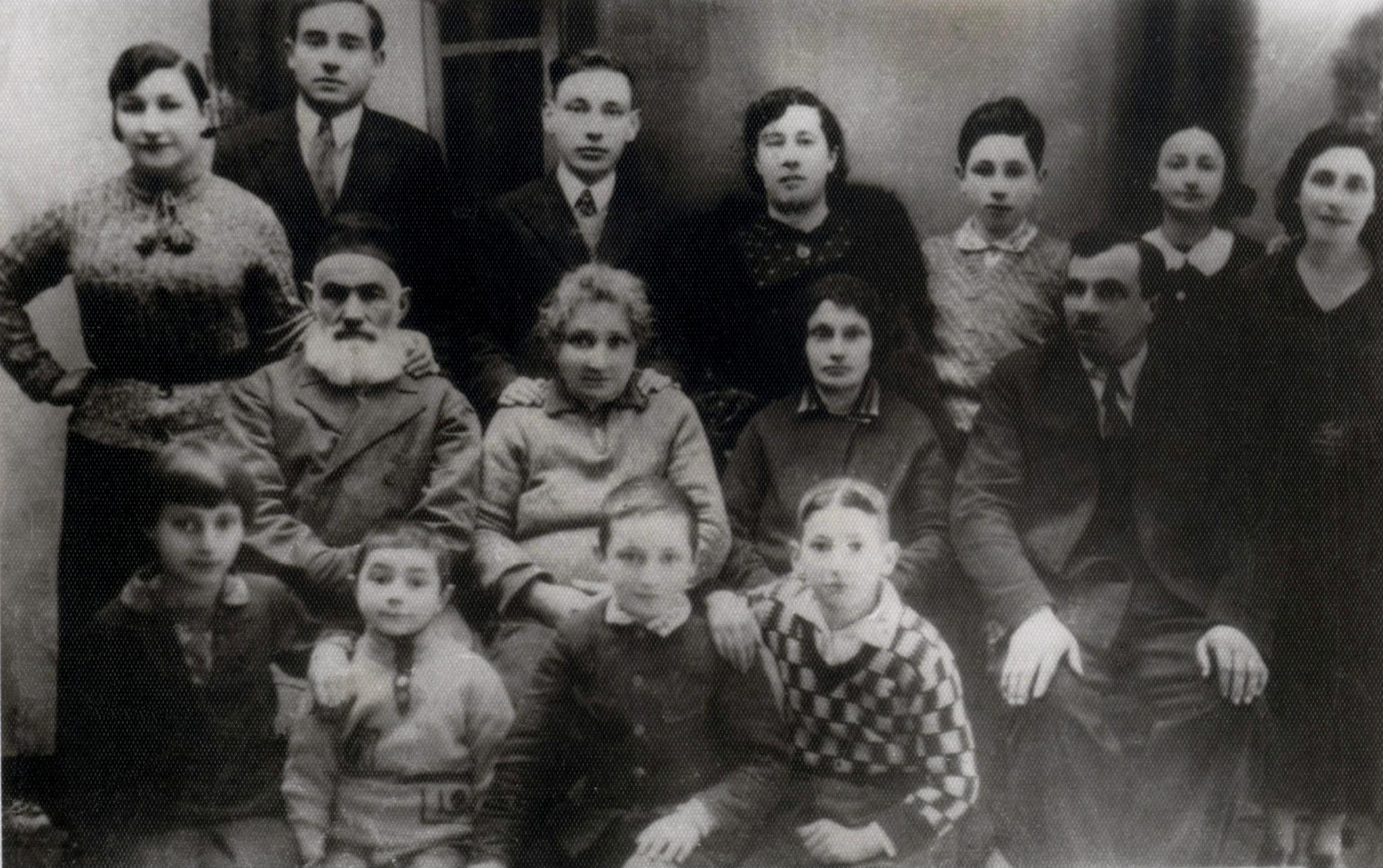
Шимон Перес (стоит 3-й справа) со своей семьёй, 1930-е годы

Под влиянием своего деда, знатока Торы и еврейской поэзии, Перес в четыре года начал писать стихи, которые получили одобрение известного еврейского поэта Хаима Нахмана Бялика. Увлечение поэзией Перес сохранил на всю жизнь: позднее, уже в Государстве Израиль, он опубликовал свои литературные творения, в том числе очень популярную, написанную им под женским псевдонимом, серию репортажей «Из дневника женщины».
В 1931 году Перес-старший эмигрировал в Палестину и, поправив финансовые дела благодаря торговле зерном, весной 1933 года начал уговаривать на репатриацию супругу с детьми. Шимон вместе с матерью и младшим братом Гершоном репатриировался в 1934 году. Напутствуя уезжающего в Палестину внука, Гирш Мельцер сказал Шимону Пересу:
«Оставайся евреем, оставайся человеком»
Все родственники Переса, которые остались в Вишнево в 1941 году (включая раввина Мельцера), оказались в гетто и погибли — всех их немцы загнали в синагогу и сожгли заживо.
В Тель-Авиве Шимон окончил начальную и среднюю школу в гимназии «Бальфур», потом учился в трудовой школе молодёжной деревни Бен-Шемен, где в 1945 году познакомился со своей будущей женой Соней Гельман. Получив диплом, несколько лет работал фермером в кибуцах Гева в Изреельской долине и Алумот в Нижней Галилее.
Шимон был приверженцем сионизма и после прибытия на историческую родину стал активистом сионистского движения. В 1941—1944 годах — секретарь молодёжной организации левого толка «Ха-ноар ха-овед ве-ха-ломед» («Трудящаяся и учащаяся молодёжь»). Вскоре стал активным членом МАПАЙ и в 1946 году участвовал от этой партии в работе 22-го съезда Всемирного конгресса сионистов. В 1947 году поступил на работу в управление Хаганы, где познакомился с Давидом Бен-Гурионом и Леви Эшколем.

## Начало карьеры

### Министерство обороны Израиля
Во время войны за независимость Перес стал помощником генерального директора министерства обороны Израиля, отвечал за закупки вооружений и приобретение экипировки и занимался набором военнослужащих, в 1948 году был переведён на должность начальника морского отдела министерства обороны. В 1949 году назначен главой делегации министерства обороны Израиля в США. Находясь на штатной работе в представительстве, совмещал её с учёбой в Новой школе социальных исследований, Нью-Йоркском университете и школе административного управления Гарвардского университета. В 1952 году Перес был назначен заместителем генерального директора министерства обороны, а в 1953 году, в возрасте 29 лет, стал самым молодым генеральным директором министерства обороны. Находясь на должности, провёл реорганизацию министерства, улучшил военные отношения с Францией, сумел подчинить министерскому контролю значительную часть государственного бюджета, а постепенно — и промышленности страны, которая стала выполнять многочисленные военные заказы (например, создание израильской авиационной промышленности путём реорганизации научно-исследовательской работы в военной сфере). Выступил инициатором создания израильского ядерного проекта: значителен его вклад в дело создания ядерных реакторов в Димоне и Сореке. Сыграл значительную роль в планировании Суэцкой кампании 1956 года. За годы службы в министерстве обороны заработал репутацию прагматичного технократа.

### Генеральный директор министерства обороны

#### Поставки оружия из Франции

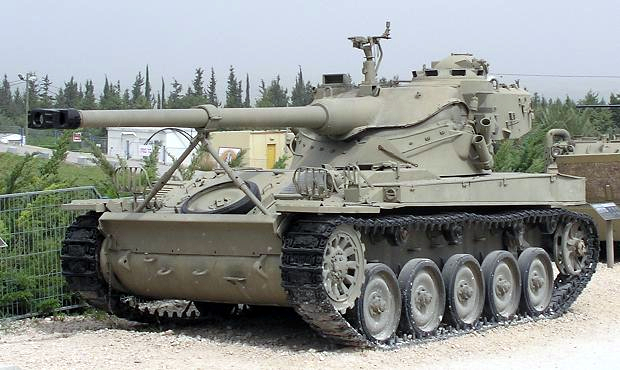
AMX-13 в музее танковых войск в Латруне

Начиная с 1952 года Франция начала оказывать помощь Израилю в поставке вооружений, особенно танков AMX-13. В 1954 году Израиль решил сделать Францию основным источником поставок оружия и боеприпасов, вместо Англии. После первых контактов между Моше Даяном и Пьером Кёнигом — французским министром обороны, Перес был направлен в Париж с тайным визитом к французскому командующему авиацией генералу Жоржу Катру. Жорж Катру был большим поклонником Израиля, и в итоге Перес и Катру договорились о продаже Израилю двух самых современных в то время французских истребителей Dassault Mirage III, самолёта Dassault Mystère, дополнительных танков AMX-13, а также радиолокационного оборудования и пушек.
Пересу пришлось преодолевать враждебность французского министерства иностранных дел, а также частую смену правительств Франции, которая была типичной для Четвёртой республики. Перес проводил много времени во Франции, устанавливая глубокие дружественные отношения с должностными лицами и военными, и сделал все возможное, чтобы увеличить поставки оружия в Израиль. Прямые переговоры с Пересом Кёниг провёл в феврале 1955 года, что привело к закупке Израилем военной техники на несколько миллионов долларов.
Страны, создавшие Организацию центрального договора (CENTO), призванную объединить Ближний Восток против советской угрозы, смотрели на Францию как на нарушительницу баланса на Ближнем Востоке, и это укрепляло её дружбу с Израилем. В силу этого Франция поставила Израилю пятьдесят танков Шерман, которые были приобретены у Великобритании как списанное оборудование. Установление этого нового стратегического альянса в значительной мере было плодом труда Шимона Переса.

#### Суэцкий кризис

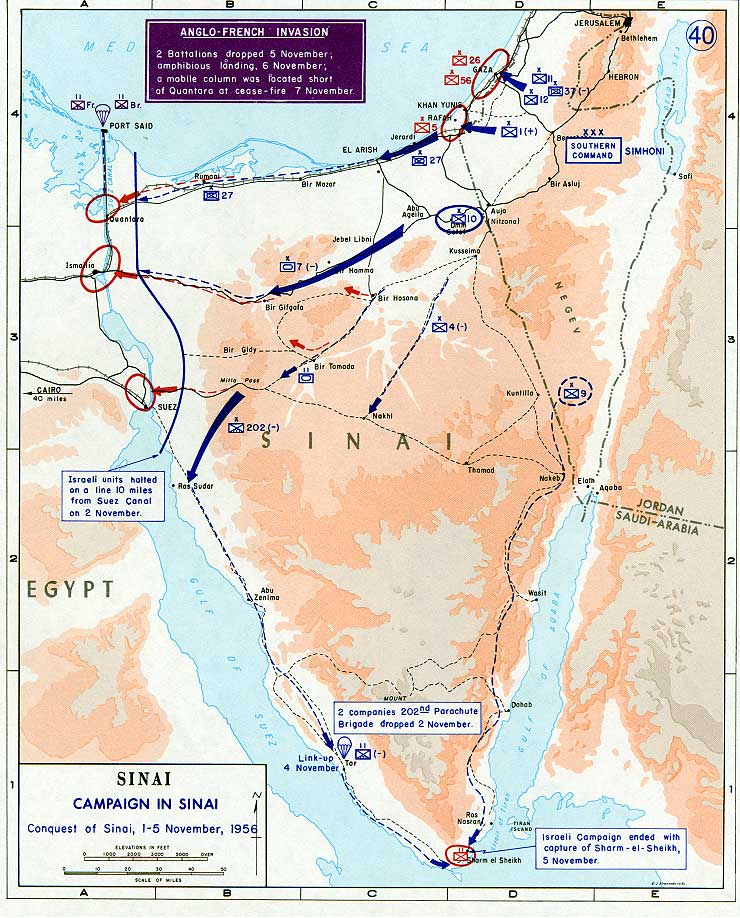
Карта Операции «Кадеш»

Разумеется, что как генеральный директор министерства обороны Перес не мог не внести свой вклад в ситуацию вокруг Суэцкого кризиса.
20 сентября 1956 года Перес провёл переговоры в Тель-Авиве с двумя французскими посланниками, представлявшими генерального директора французского министерства обороны. Они передали Пересу, что Франция готова предоставить активную военную помощь в нападении Израиля на Египет в районе Синая. После этой встречи Перес вылетел в Париж для встречи с министром иностранных дел Франции Кристианом Пино. Вернувшись в Израиль, Перес доложил Моше Даяну и Бен-Гуриону, что Пино разочарован позицией Организации Объединённых Наций, которая дала полномочия в отношении эвакуации международного контингента из Суэцкого канала в Египте, и не видит возможности военных действий против Насера.
Выслушав мнение французских министров, Бен-Гурион решил направить во Францию делегацию в составе Шимона Переса, Моше Даяна, Голды Меир и Моше Кармеля, чтобы скоординировать действия израильских войск с французскими. 28 сентября 1956 года делегация вылетела в Париж. Там в пригороде Сен-Жермен, в небольшом частном доме, состоялась конференция с участием французской и британской стороны. Стороны в целом согласились с планами предстоящей операции.
10 октября 1956 года в пригороде Парижа Сан-Доминик Перес подписал соглашение с французскими представителями об израильско-французском сотрудничестве и поставке оружия. 22 октября 1956 года Шимон Перес, Давид Бен-Гурион и Моше Даян подписали так называемых «Севрские соглашения», названные так по месту проведения (Севр). Также соглашения подписали представители Франции и Великобритании. Они сформировали тройственный план действий, объединённых в Операцию «Мушкетёр», в Израиле называемую Операция «Кадеш».
По окончании Суэцкого кризиса Перес был награждён орденом Почётного легиона.

#### После Синайской кампании

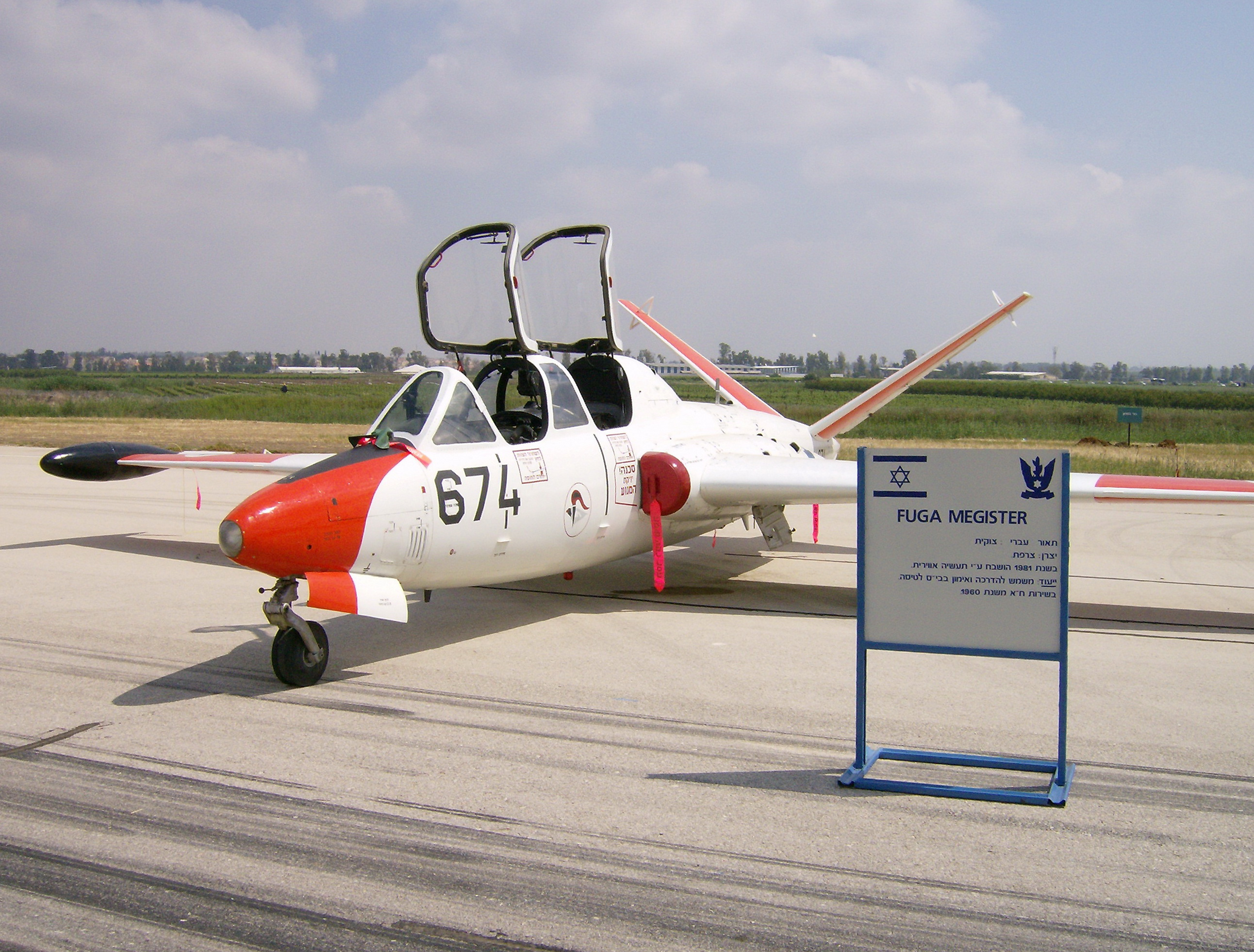
Fouga Magister

Синайская кампания принесла Израилю небольшое затишье в отношениях с арабскими странами. Перес использовал это затишье для укрепления армии, подготовки закупок оружия и исследований. В 1957 году Перес был первым, кто начал сотрудничество в военной сфере с Западной Германией, встретившись с немецким министром обороны Францем Йозефом Штраусом, который согласился оказать Израилю военную помощь. Эта встреча положила основу отношениям в военной области между Израилем и Германией, существующим по сей день.
Вместе с закупочной деятельностью в течение этого периода Пересом создаётся реальная инфраструктура для производства оружия и боеприпасов к нему в Израиле. Созданная в 1953 году, Авиационная промышленность Израиля начала закупку оборудования для ремонта самолётов в Соединённых Штатах Америки. В 1960 году заводы начали производить (по французской лицензии) учебно-тренировочный самолёт Fouga Magister, который хорошо послужил во время Шестидневной войны.

#### Ядерная программа

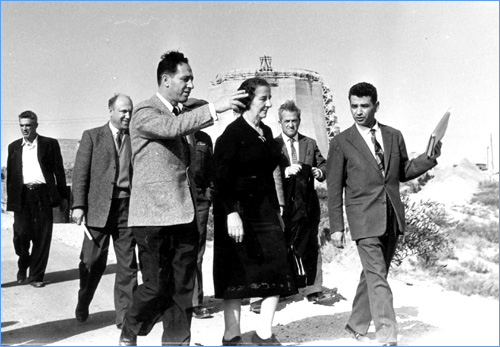
Шимон Перес и Голда Меир на строительстве ядерного реактора в Сореке, 1958 год

В 1952 году по инициативе Бен-Гуриона и Переса была создана комиссия по ядерной энергии, контролируемая министерством обороны. В соответствии с видением ситуации Бен-Гурионом, всемерно поддерживаемой Шимоном Пересом, Израиль обязательно должен был получить ядерное оружие. В октябре 1957 года между Израилем и Францией было подписано тайное соглашение о строительстве ядерных реакторов на территории Израиля, и о создании завода по выделению плутония, свидетельствующие о намерении использовать реактор в военных целях. Результатом этого соглашения стало строительство ядерного реактора в глубине пустыни Негев, недалеко от города Димона. Согласно подписанному Пересом соглашению, в строительстве участвовало 1500 израильских и французских рабочих, тяжёлая вода доставлялась самолётами французской компании из Норвегии.
Известный французский физик Франсис Перрен, который в те годы был руководителем французского ядерного проекта, в 1986 году признал проведение в конце 1950-х годов совместных работ по проектированию ядерной бомбы между Израилем и Францией. Он утверждал:

Соединённые Штаты не возражали против того, чтобы французские учёные, работавшие над Манхэттенским Проектом, могли применить свои знание во Франции при условии сохранения секретности, и мы полагали, что можем передавать эту информацию Израилю, в том случае, если они обеспечивали секретность её получения.

В то же время под кураторством Шимона Переса был построен ядерный исследовательский центр в Сореке (недалеко от Явне), где был установлен небольшой ядерный реактор, подаренный Израилю президентом США Дуайтом Эйзенхауэром в рамках программы «Атом во имя мира».

### Начало политической деятельности

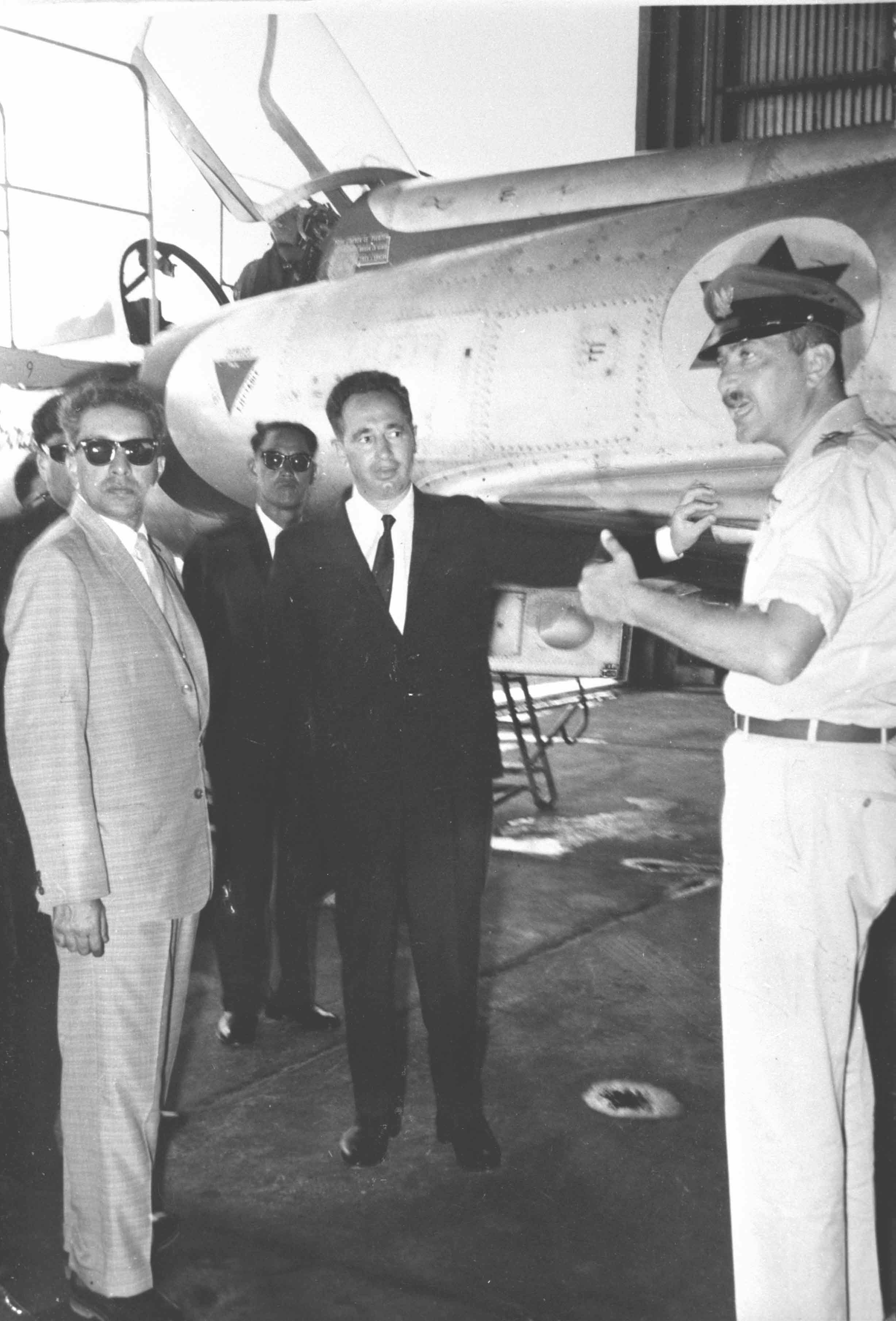
Перес (в центре) с Эзером Вейцманом и королём Непала Махендра

В 1959 году Перес впервые пробует себя в политике. Во время выборов 1959 года Перес высказывает свой взгляд на политику в Израиле:

Территория Израиля в длину добыта его солдатами и крестьянами. Своей территории в ширину он лишён из-за наличия арабских стран. Высота Израиля — в достижениях его учёных и инженеров, системе образования и общем интеллектуальном уровне.

Заняв первое место в избирательном списке партии «Мапай», 3 ноября 1959 года Шимон Перес был избран депутатом Кнессета 4-го созыва и 21 декабря 1959 года занял должность заместителя министра обороны.
Шимон Перес, являясь ближайшим помощником Бен-Гуриона, и на новом посту продолжает прилагать усилия для осуществления принципов, положенных им в основу деятельности министерства обороны в бытность его генеральным директором министерства обороны Израиля. Практически с нуля Перес начинает создавать в Израиле военную и авиационную индустрию. Перес расширяет и углубляет поставки оружия и технологий из Франции, начало которым он положил ещё на посту генерального директора. Под его кураторством была разработана и 2 июля 1961 года запущена ракета «Шавит 2». Также продолжилось развитие ядерной программы Израиля, активным последователем которой был Шимон Перес.
В июне 1963 года, после ухода из политики Бен-Гуриона, премьер-министром становится Леви Эшколь, по просьбе которого Перес остаётся заместителем министра обороны на второй срок. Однако в июле 1965 года, после возвращения в большую политику Бен-Гуриона, из-за внутрипартийного конфликта в «Мапай» Шимон Перес вышел из партии и вместе с Бен-Гурионом создал движение РаФИ («Решимат поалей Исраэль» — «Список рабочих Израиля»), где стал генеральным секретарём.
Новая партия представляла избирателям образ молодого активиста-технократа, выступая против расхлябанности линии «Мапай». На выборах в Кнессет 6-го созыва партия РаФИ набрала 10 мест, что было весьма неплохо для недавно образованной партии. Шимон Перес так вспоминал те дни:

Я сидел в маленькой комнате без ковра и кондиционера, был перегружен заботами, сутками занимался организационными вопросами, пропагандой и сбором средств. А всего лишь полгода назад я распоряжался аппаратом министерствa обороны, ворочал огромными суммами…

Перес, вместе с Бен-Гурионом и Моше Даяном находился в оппозиции правительству. Перед кризисом 1967 года партия РаФИ вошла в правительство национального единства, и Моше Даян занял пост министра обороны.

## Создание партии Авода

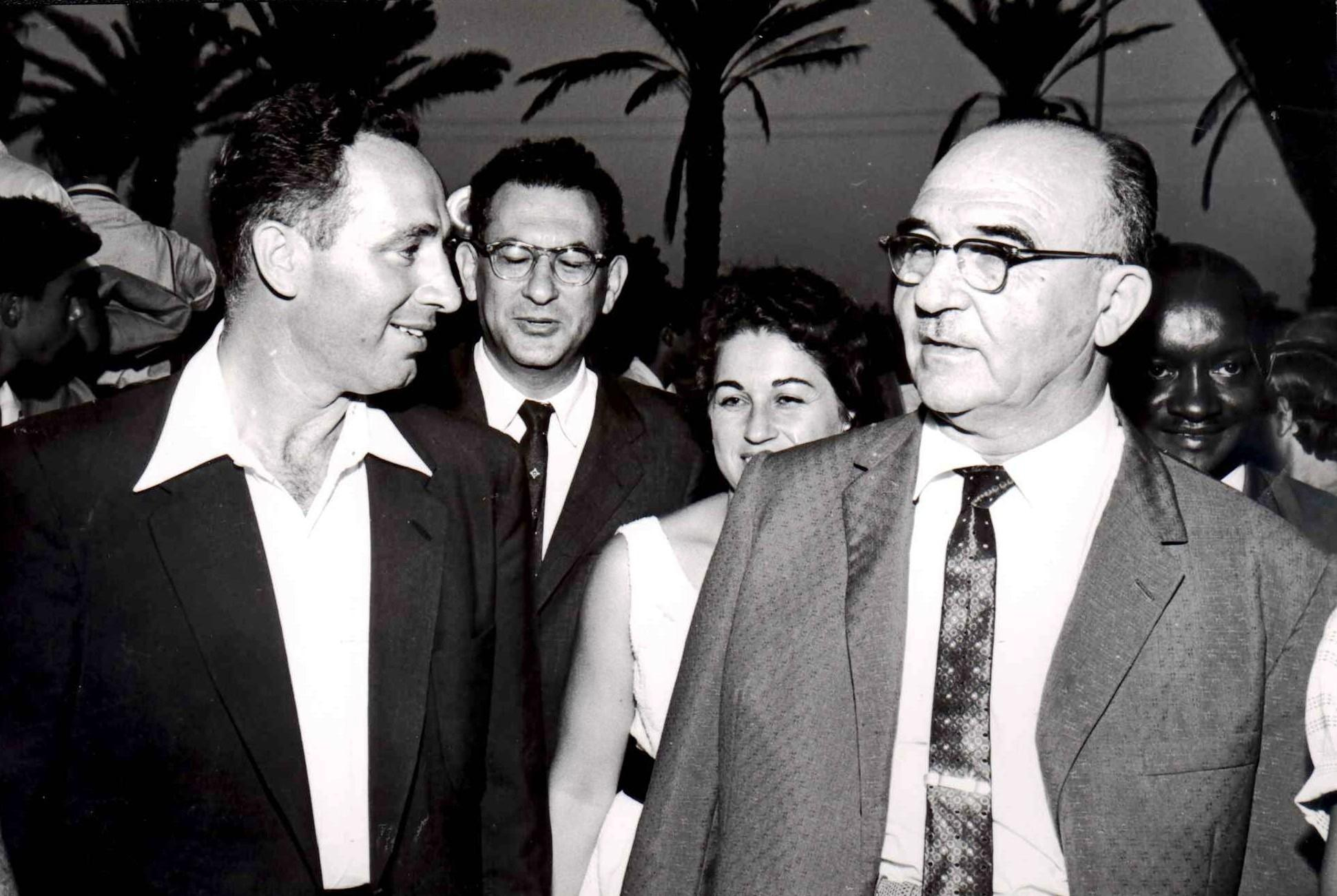
Шимон Перес и Леви Эшколь

В июне 1967 года, после событий Шестидневной войны, три лейбористских партии Мапай, РаФИ и Ахдут ха-Авода решили объединиться, и создали новую партию под названием «Авода» или «Партия труда». Управлением делами новой партии занялись два секретаря, одним из которых был назначен Перес. В январе 1969 года партия вступила в блок Маарах с партией Мапам, лидером нового блока стал премьер-министр Леви Эшколь.
В марте 1969 года Авода в составе блока Маарах, под руководством Голды Меир, одержала убедительную победу на выборах в кнессет 7-го созыва, и Шимон Перес вошёл в правительство, первоначально как министр без портфеля, отвечающий за экономическое развитие занятых во время Шестидневной войны территорий. Но уже 22 декабря 1969 года, через неделю после входа в правительство, Перес был назначен министром абсорбции и отвечал за устройство репатриантов. 1 сентября 1970 года Перес стал министром транспорта и министром связи, а в 1974 году получил пост министра информации. Перес был первым министром, чья должность называлась «министр связи», которая заменила устаревшую должность «министр оказания услуг почтовой связи». Вплоть до 1974 года Перес активно занимался связью и транспортом, подписал соглашение о присоединении Израиля к спутниковой связи, настоял на усовершенствовании телефонных линий связи.
В 1974 году Перес вошёл в 17-е правительство Израиля, под руководством премьер-министра Ицхака Рабина, сменившего Голду Меир на посту лидера «Аводы» после Войны Судного дня. Шимон Перес получил пост министра обороны, на который он был выдвинут лично новым премьер-министром. Однако впоследствии сотрудничество обоих политиков переродилось в подспудную вражду и взаимную подозрительность на почве внутрипартийного соперничества.
Основными проблемами безопасности, с которыми столкнулся Перес на посту министра обороны, являлись переговоры о предварительном согласовании с Египтом, которые должны были дать возможность Армии обороны Израиля выбраться из проблем, нанесённых войной, и достичь дипломатического прорыва в отношениях с Иорданией. Команда лидеров Израиля — Рабин, Перес и Игаль Алон, попытались сотрудничать в проведении сложных переговоров по временному соглашению и в вопросе тайных встреч с иорданским королём Хусейном. Но вскоре стало ясно, что урегулирование спора между Пересом и Рабиным невозможно, и их отношения перешли в личное соперничество.
Летом 1976 года палестинские террористы захватили самолёт авиакомпании «Эйр Франс» и посадили его в аэропорту Энтеббе в Уганде. В заложники было взято 83 пассажира, которые были гражданами Израиля или евреями. Когда правительство Израиля уже было готово идти на переговоры с террористами, Шимон Перес стал единственным, кто выступил против и уговорил Рабина на военную операцию по освобождению заложников. Операция получила название «Операция Энтеббе» и была успешно выполнена.
Возникшие весной 1976 года сенсационные материалы об обстоятельствах войны и финансовые скандалы бросили тень на самого премьера, который был вынужден уступить оба поста Пересу. Одержав во внутреннем противоборстве с Рабином верх, в апреле 1977 года Перес занял должность исполняющего обязанности главы правительства, стал лидером Аводы и возглавил список партии к следующим выборам. Однако в мае 1977 года израильские лейбористы впервые за 29 лет потерпели поражение на выборах в Кнессет 9-го созыва. Перес стал лидером парламентской оппозиции, совмещая эти обязанности с постом заместителя председателя Социнтерна (с 1978 года).

## Премьер-министр Израиля

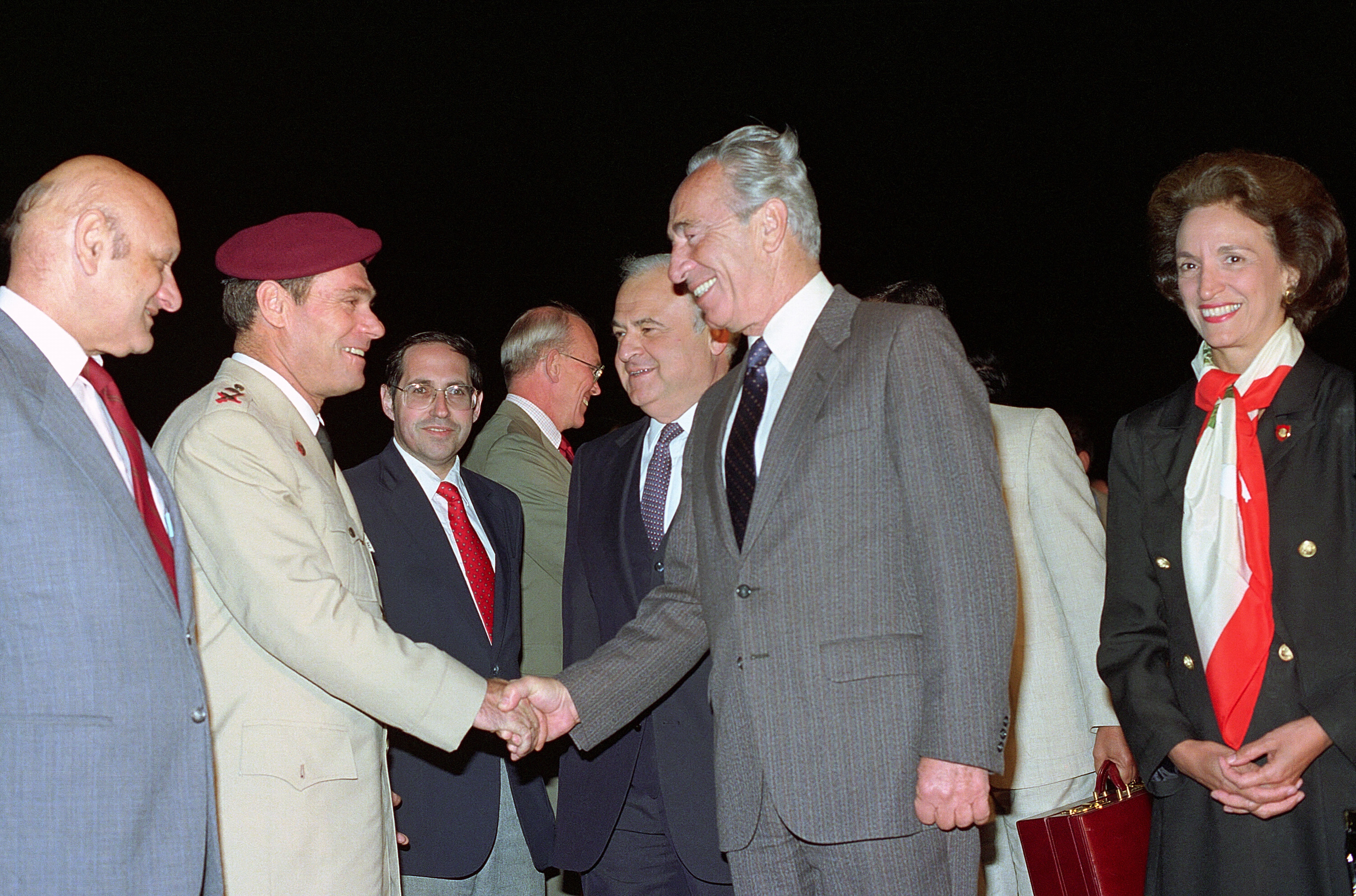
Шимон Перес, Амос Ярон и Эльяким Рубинштейн, 1986 год

Перес вновь возглавил список партии Труда к выборам 1981 года, но вновь потерпел (на этот раз неожиданное) поражение и продолжил ещё 3 года лидером парламентской оппозиции. На фоне неудач второго правительства правоцентристов из Ликудa, Перес и Авода были фаворитами на выборах 1984 года, но, несмотря на это, выборы закончились без явной победы одному из блоков, и осенью 1984 года Шимон Перес стал премьер-министром в правительстве национального единства (14 сентября 1984 — 20 октября 1986). Кроме того, до декабря 1984 года он занимал должности министра по вопросам религии и министра внутренних дел. За короткий период пребывания на этих постах он добился вывода войск из Ливана и способствовал внутриполитической стабилизации страны. Следующие два года, согласно принципу ротации в правительстве национального единства, Перес занимал должности вице-премьера коалиционного кабинета — министра иностранных дел (октябрь 1986 года — декабрь 1988 года).
Во втором правительстве национального единства Ицхака Шамира (1988—1990) он занимал посты вице-премьера и министра финансов. В 1990 году, когда «Ликуд торпедировал возможность начать переговоры с палестинцами при посредничестве США, Перес заключил секретное соглашение с ультрарелигиозными партиями, и, не выводя возглавляемый им блок Маарах из правительственной коалиции и не подавая в отставку с поста вице-премьера, инициировал вотум недоверия правительству. Целью этого манёвра, получившего в израильской прессе название грязный трюк», было создание коалиции без Ликуда, но Перес потерпел неудачу, когда после падения правительства ультрарелигиозные партии отказались от взятых на себя обязательств, и Шамиру удалось сформировать новое правительство уже без участия Аводы.
Как следствие, в Партии труда вновь обострилось противостояние Перес — Рабин. Накануне парламентских выборов 1992 года Перес проиграл внутрипартийные выборы Ицхаку Рабину. Оппоненты внутри партии говорили:

«Перес — выдающийся деятель и политик большого масштаба. Но он невезучий человек… пока он остаётся во главе партии, ей не победить… только один Рабин может вернуть Аводу к власти».— 
В июне 1992 года занял пост министра иностранных дел в правительстве Рабина. Придерживался политики компромиссов: во время его пребывания на посту значительно улучшились отношения с арабскими государствами. Выступил как идеолог мирных переговоров с Организацией освобождения Палестины, а также автор политики «мир в обмен на территории»; при его активном участии в 1993 году были заключены соглашения с ООП и в 1994 году с Иорданией. Лауреат Нобелевской премии мира за 1994 год за усилия по достижению мира и вклад в мирное урегулирование на Ближнем Востоке (совместно с Ицхаком Рабином и Ясиром Арафатом).
В ноябре 1995 года после убийства премьер-министра Ицхака Рабина Перес вновь ненадолго возглавил правительство и министерство обороны (5 ноября 1995 — 18 июня 1996); стал кандидатом от Аводы на первых прямых выборах премьер-министра в мае 1996 года, которые проиграл кандидату от Ликуда Биньямину Нетаньяху (после ряда крупных терактов). В июне 1997 года ушёл с поста лидера Рабочей партии, передав его Эхуду Бараку, но остался депутатом Кнессета, был членом парламентского комитета иностранных дел и обороны, а в мае 1999 года вновь был избран в парламент.

## Между премьерством и президентством

Шимон Перес с министром обороны США Дональдом Рамсфельдом, 2001 год

В 1999—2000 годах занимал пост министра регионального сотрудничества в правительстве Барака. В 2001 году после отставки последнего был избран на должность лидера Аводы, которую, однако, через год уступил Биньямину Бен-Элиэзеру. С февраля 2001 года занимал посты вице-премьера — министра иностранных дел в правительстве Шарона. В конце 2002 года Авода покинула коалицию в преддверии внутрипартийных выборов, на которых победил Амрам Мицна. После очередного поражения в выборах и отставки Мицна в мае 2003 года Шимон Перес был вновь избран лидером партии. В январе 2005 года, после долгих внутрипартийных споров, Авода вновь вошла в коалиционное правительство Шарона, полностью поддержав решение премьер-министра об одностороннем выходе Израиля из сектора Газа; Пересу же вновь досталась должность вице-премьера. В ноябре 2005 года он вновь проиграл партийные выборы профсоюзному деятелю Амиру Перецу. После этого присоединился к партии Кадима и получил в её предвыборном списке второе место после Эхуда Ольмерта. В апреле 2006 года был избран депутатом Кнессета 17-го созыва. В правительстве Ольмерта, сформированном к маю 2006 года, занимал должности вице-премьера и министра по развитию Негева и Галилеи.
Вместе с тем в Израиле за Пересом закрепился имидж «постоянно проигрывающего политика», так как в прошлом он пять раз проигрывал на разного рода выборах. Он многократно подтверждал репутацию «удачливого неудачника» и имел обидное прозвище «вечно второго» из-за того, что много раз упускал возможность занять тот или иной государственный пост, но постоянно оставался в большой политике.

## Президент Израиля
Ещё в 2000 году Переса считали наиболее вероятным кандидатом в президенты страны, однако на состоявшихся 31 июля президентских выборах он уступил кандидату от блока Ликуд Моше Кацаву, набрав лишь 57 голосов депутатов Кнессета против 63 у соперника. После того как летом 2006 года против последнего были выдвинуты скандальные обвинения, Переса называли его возможным преемником в случае отставки.

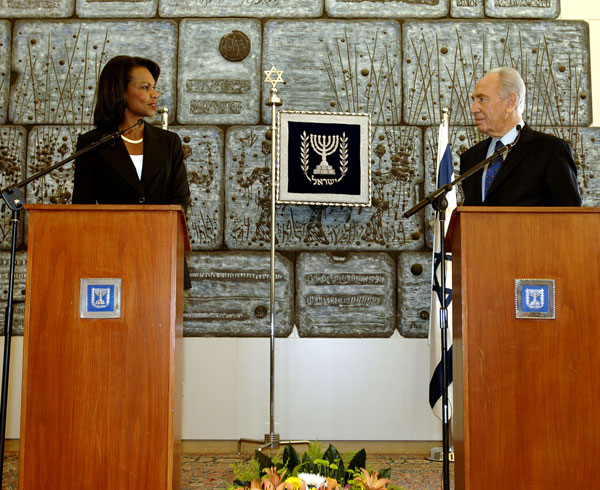
Шимон Перес с госсекретарем США Кондолизой Райс, 2007 год

13 июня 2007 года избран президентом Израиля. Однако в первом туре выборов он получил 58 из 120 голосов. Лишь во втором туре, после того как Реувен Ривлин из Ликуда и Колетт Авиталь из Аводы сняли свои кандидатуры и отказались от продолжения борьбы за пост главы государства, за Переса, оставшегося единственным кандидатом, проголосовали 86 депутатов Кнессета. Вступил в должность 15 июля (его предшественник Кацав незадолго до истечения срока полномочий 29 июня подал в отставку из-за возникшего вокруг него сексуального скандала). Хотя президент Израиля — должность представительская, политическая активность и авторитет Шимона Переса могут, по мнению российской газеты Коммерсантъ, сильно повысить значимость поста главы государства во время его семилетнего срока.
Инаугурация Президента Израиля прошла 15 июля 2007 года в здании Кнессета, где новоизбранный президент возложил венок к мемориалу павших израильских воинов вместе со спикером Кнессета, и. о. президента Израиля Далией Ицик. После церемонии принесения присяги в своём обращении к парламенту он заявил о необходимости для Израиля играть миротворческую роль. Президент воздал хвалу своему кумиру и наставнику, первому премьеру Израиля Давиду Бен-Гуриону, назвав его «величайшим евреем, из всех, кого я знаю». «Пользуясь случаем, хочу выразить скорбь в моём сердце из-за убийства Ицхака Рабина», — вспомнил Перес ещё одного бывшего премьера. А находящегося полтора года в коме Ариэля Шарона он назвал «великим солдатом и бесстрашным лидером».
Политическим кредо нового президента можно считать его высказывание, сделанное несколько лет назад:

Каждый политик должен отдавать себе отчёт в соотношении прогнозов и реальности. Меня считают автором идеи нового Ближнего Востока. Признаю себя «виновным». Я действительно мечтаю о новом Ближнем Востоке, где не будет вражды между арабами и евреями. Меня называли шарлатаном… […] заявляли, что я торгую белыми слонами. Сегодня меня уже не интересует, что обо мне говорят. Я знаю свою задачу и выполню её до конца,
 — заявил тогда Перес.
В ноябре 2008 года Перес был посвящён в рыцари Великого Креста Ордена Святого Михаила и Святого Георгия Британской империи.

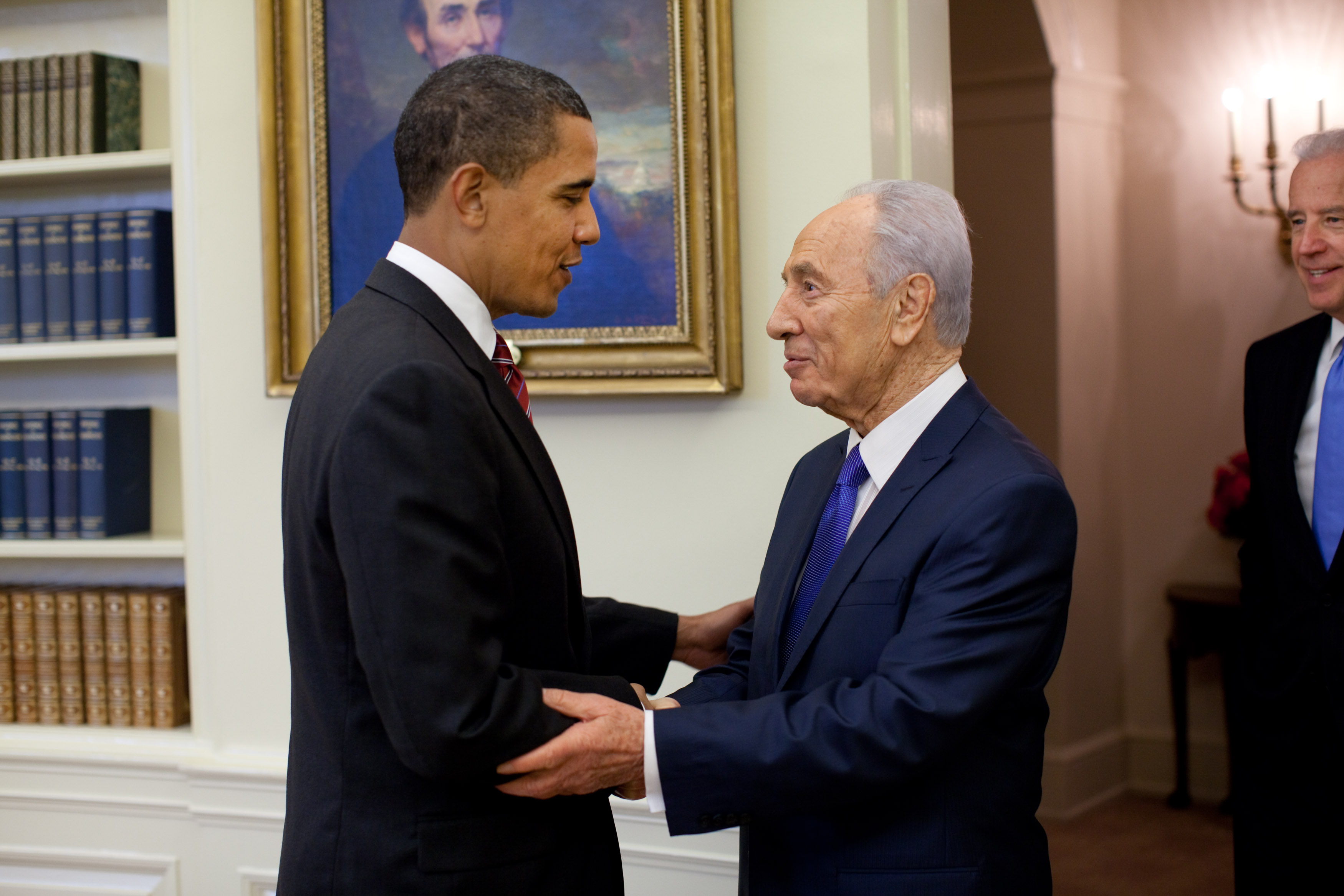
Шимон Перес и президент США Барак Обама, 2009 год

Перес объявил ещё в апреле 2013 года, что он не будет баллотироваться на второй срок, несмотря на результаты опроса, показавшие, что 63 % израильтян предпочли бы, чтобы он остался на своём посту. Его преемник Реувен Ривлин был избран 10 июня 2014 года и вступил в должность 24 июля 2014 года.

## После президентства
После окончания своего президентского срока Перес вернулся к занятиям своим фондом «Центр мира Переса».
В июле 2016 года Перес основал «Израильский инновационный центр» в арабском районе Аджами в Яффо, с целью «… привлечения молодых людей со всего мира к современным технологиям».
Внучка Переса, журналистка и сценарист Мика Альмог, сняла пародийный сатирический ролик, в котором Шимон Перес сыграл самого себя. В ролике Президент Израиля заканчивает свой президентский срок и начинает искать новую работу, но не может устроиться на приличное место из-за «профнепригодности», пробуя себя разносчиком пиццы, охранником, инструктором по прыжкам с парашютом и другие.

## Смерть
В январе 2016 года Перес перенёс лёгкий инфаркт миокарда и был госпитализирован в больницу Шиба в Тель-ха-Шомере, где ему провели кардиоваскулярную катетеризацию сердечной артерии.
После операции он почувствовал себя лучше, но 13 сентября 2016 года у него произошёл тяжёлый инсульт с обильным кровоизлиянием в мозг и он снова был госпитализирован в больницу Шиба. Состояние оценивалось врачами как тяжёлое, но стабильное.
После ухудшения состояния Переса, врачи ввели его в состояние искусственной комы и подключили к аппарату искусственной вентиляции лёгких.
27 сентября состояние здоровья Переса резко ухудшилось и врачи зафиксировали у него почечную недостаточность и другие негативные признаки. В ночь на 28 сентября его состояние резко ухудшилось и в середине дня 28 сентября 2016 года в возрасте 93 лет Шимон Перес ушёл из жизни.
Согласно своему завещанию, после смерти Шимон Перес стал донором органов. Его роговица была пересажена ждущему трансплантации пациенту.

## Личная жизнь
Жена (с 1945 года) — Соня Перес (1923—2011), приехала в подмандатную Палестину с родителями в 1927 году из Мизоча (ныне Ровненская область Украины). У Переса осталось трое детей и шесть внуков (Михаль, Надав, Ной, Асаф, Гай, Йоэль). Дочь Переса, профессор Цвия (Цики) Вальден, филолог по образованию, занимается преподаванием психологии речи. Старший сын Йонатан (Йони), агроном и ветеринар, основал школу, где обучают и готовят собак-поводырей для слепых. Младший сын Нехемия (Хеми), был лётчиком, затем занялся бизнесом и стал главой инвестиционного фонда Pitango.
Владел ивритом, идишем, польским, английским и французским языками, понимал русский.
20 ноября 2008 года королева Великобритании Елизавета II произвела Шимона Переса в почётные рыцари Великого креста. Пересу был вручён орден Св. Михаила и Св. Георгия шестой степени — высшая награда в системе британских орденов, которую могут получить иностранцы.
Согласно его интервью 2003 года, в 1994 году (на самом деле — в августе 1992 года) Шимон Перес впервые приехал на родину, где посетил еврейское кладбище в городе Воложине, здание Воложинской иешивы, а также побывал в деревне Вишнево на том месте, где до войны находился его дом.
15 января 1998 года Шимон Перес вновь посетил свою родную деревню Вишнево. Там он возложил венок на братскую могилу, в которой покоится прах его деда, погибшего в 1942 году. Во время визита в Воложин Перес посетил здание всемирно известной Воложинской иешивы. Деревню Вишнево также посещала дочь Шимона Переса Цвия Вальден в мае 2013 года, приняв участие в открытии памятной доски на фасаде дома, где родился её отец. В августе 2013 года представитель МИД Беларуси Игорь Лещеня в торжественной обстановке вручил Шимону Пересу восстановленное свидетельство о рождении белорусского образца.
11 мая 2010 года по решению Учёного совета МГИМО (У) МИД РФ присвоено звание «Почётный доктор МГИМО».
Соня Перес, супруга Шимона Переса, скончалась в четверг, 20 января 2011 года, в северном Тель-Авиве в возрасте 87 лет. Хотя Шимон Перес и Соня отметили золотую свадьбу, последние 20 лет супруги не жили вместе. Когда Перес был избран президентом, Соня отказалась переезжать в президентскую резиденцию в Иерусалиме, предпочтя остаться в Рамат-Авиве.

## Награды

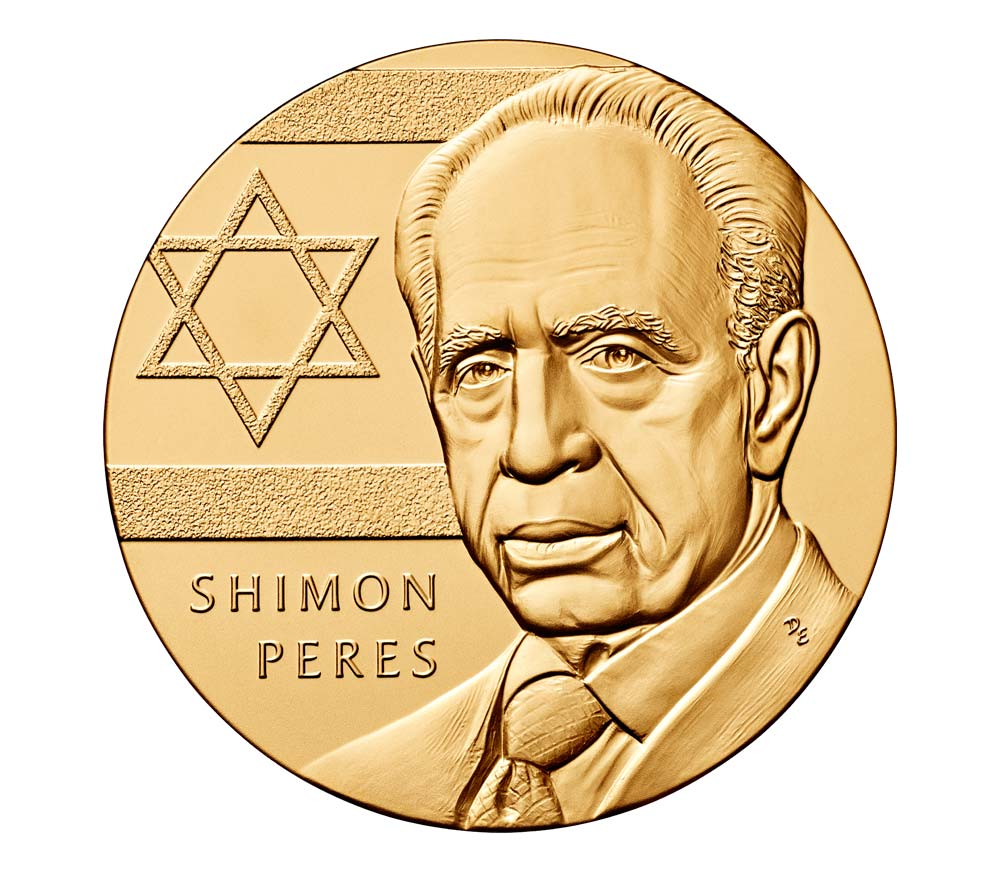
Золотая медаль Конгресса США Переса

- Кавалер Большого креста ордена «За заслуги перед Литвой» (12 февраля 2016 года, Литва)[85]
- Лауреат Нобелевской премии мира 1994 года (совместно с Ясиром Арафатом и Ицхаком Рабином)[86]
- Рыцарь ордена Святого Михаила и Святого Георгия (с 2008 года)[4][87]
- Почётный профессор Российской академии наук (2012)[88]
- Почётный гражданин г. Вильнюс (Литва)[89]
- Президентская медаль Свободы[90]
- Золотая медаль Конгресса США[91]
- Золотая медаль Парламента Греции (2012)[92]
- Премия Соломона Бублика[англ.][93]

## Критика
Шимона Переса неоднократно критиковали за поддержку плана одностороннего размежевания с сектором Газа. Впоследствии Перес сам признал, что уход из Газы был ошибкой, и теперь он раскаивается в этом.

## Публикации

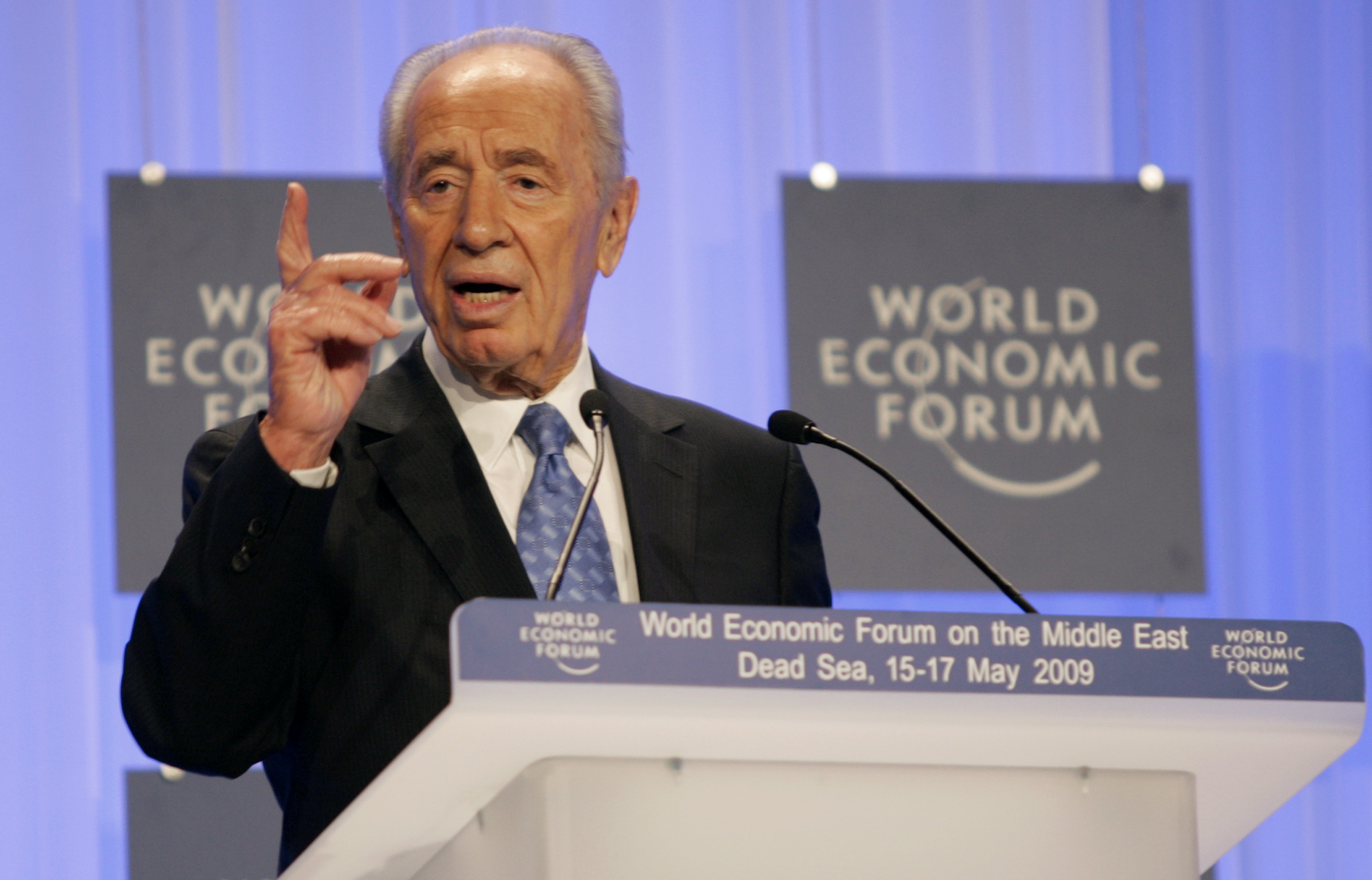
Выступление Переса на Всемирном Экономическом Форуме, 2009 год

Шимон Перес имел большое количество публикаций, политических статей, многочисленных книг, рассказывающих об истории арабо-израильского конфликта:
- Перес, Шимон. "Выдуманное путешествие: вместе с Герцлем в Святую землю" = The Imaginary Voyage: With Theodor Herzl in Israel. — 1999. — ISBN 1-55970-468-3.
- Перес, Шимон. "За будущее Израиля" = For the Future of Israel. — 1998. — ISBN 0-8018-5928-X.
- Перес, Шимон. "Сражение за мир: мемуары" = Battling for Peace: a memoir. — 1995. — ISBN 0-679-43617-0.
- Перес, Шимон. "Новый Ближний Восток" = The New Middle East. — 1993. — ISBN 0-8050-3323-8.
- Перес, Шимон. "Дневник Энтеббе" = Entebbe Diary. — 1991. — ISBN 965-248-111-4.
- Перес, Шимон. "Иди с людьми" = From These Men: seven founders of the State of Israel. — 1979. — ISBN 0-671-61016-3.
- Перес, Шимон. "Завтра в это же время" = And Now Tomorrow. — 1978.
- Перес, Шимон. "Праща Давида" = David’s Sling. — 1970. — ISBN 0-297-00083-7.
- Перес, Шимон. "Новый шаг" = The Next Step. — 1965.
- Shimon Peres, David Landau. «Ben-Gurion: A Political Life» — Schocken Books, 2011, ISBN 978-0-8052-4282-9
  - Перес, Шимон, «Мой Бен-Гурион. Политическая биография. Беседы с Давидом Ландау» — М: Гамма-Пресс, 2013. — ISBN 978-5-9612-0041-6
- Перес, Шимон. Робким мечтам здесь не место. О смелости, воображении и становлении современного Израиля = No Room for Small Dreams: Courage, Imagination, and the Making of Modern Israel. — Манн, Иванов и Фербер, 2020. — 320 с. — ISBN 978-5-00146-274-3.

Также Перес известен своими переводами на иврит сочинений Альбера Камю, Ж.-П. Сартра, Л. Н. Толстого и В. В. Набокова. Помимо литературы, Шимон Перес серьёзно увлекался немецкой философией, оперой и театром.

## Память
- Именем Шимона Переса названа старшая школа Шевах-Мофет в Тель-Авиве, специализирующаяся на точных науках.
- 2 августа 2023 года в Вишнево Воложинского района Минской области Беларуси установлен Памятный знак в честь 100-летия со дня рождения Шимона Переса[95][96][97]. Установлен на месте усадьбы семьи Перских.

## Фильмы
- «Шимон Перес — человек из будущего» (документальный фильм).